# Liste des seigneurs, comtes et ducs de Gramont
Pour les articles homonymes, voir Gramont, Grammont et Familles de Gramont.

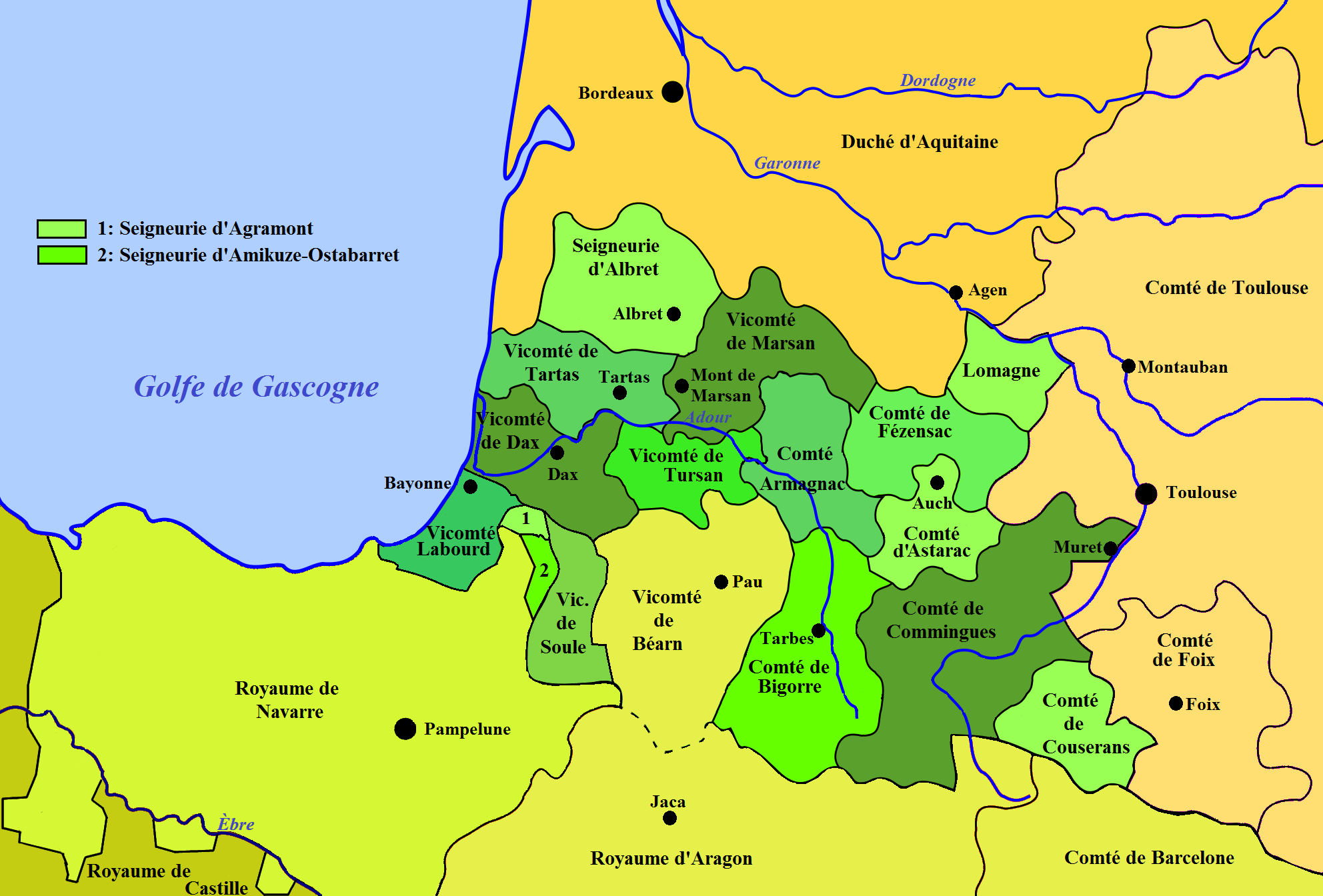
Situation de la seigneurie de Gramont dans le duché de Vasconie.

Présentation de la liste des seigneurs, comtes, puis ducs de Gramont, de la fin du XIe siècle à nos jours.

## Territoire
Le duché de Gramont comprenait les paroisses françaises de Guiche, Bardos, Urt, Sames, Came, Saint-Pé-de-Léren (qui formaient, avec Briscous, l'ancien comté de Guiche) et Léren, et les paroisses navarraises de Bergouey, Viellenave sur Bidouze et Escos. Comme la famille de Gramont, il tire son nom du Pays d'Agramont.
Les Gramont, « princes souverains de Bidache » (autoproclamés), ont été capitaines puis gouverneurs de Bayonne, de 1472 à 1789. Dans cette ville, ils résidèrent dès le XVe siècle au Château-Neuf, puis au Château-Vieux à partir de la fin du XVIe siècle,.

## Histoire
À la fin du XIIe siècle, les Gramont, seigneurs navarrais font partie des douze ricombres, et à ce titre conseillent les rois de Navarre.

## Seigneurs de Gramont
(de père en fils sauf indication contraire)
- Bergon Garcia, premier seigneur de Gramont, de Bergouey, de Garris (1040), seigneur de Brion et de Brassaley, fils de Garcia Arnaud vicomte de Dax (990-1065) et d'Auria, et petit-fils d'Arnaud Ier de Dax (955-1021) ;
- Garcia Bergon ;
- Bergon II ;
- Vivian Ier, † vers -1160 ;
- Raymond Brun Ier (-1175) ;
- Brun, x Agnès ;
- Vivian II (-1215) ;
- Raymond Brun II (fils de Brun, seigneur de Bidache et frère de Vivian II) (-1237), également seigneur de Bidache ;
- Arnaud Guillaume Ier (fils ou frère du précédent ?) (-1252) ;
- Arnaud Guillaume II. Il accompagne Thibaut V de Champagne, roi de Navarre, lors de la huitième croisade[1] en 1270 ;
- Arnaud Guillaume III (v.1240-1290) ;
- Raymond Brun III (v.1270-1303), x Raymonde de Bardos ;
- .... -1362 : Arnaud Guillaume IV de Gramont, (v. 1285/1300-1362), x Miramonde d'Aspremont d'Orthe, seigneur de Gramont, Bergoney, Bidache, Bardos ;
- 1362- .... : Arnaud Raymond Ier de Gramont, (v. 1320/1330-v. 1384), x Marie de Béarn de Gabaston (fille d'Arnaud-Guillaume de Béarn de Lescun, bâtard de Gaston VII, et de Marie de Gabaston), seigneur de Gramont ;
- Arnaud Raymond II de Gramont (v 1345- v 1398), x Agnès de Came ;
- Jean Ier de Gramont (v 1375-1429), x Marie de Montaut de Mussidan, fille de Raimond II de Castillon-Montaut-Mussidan et de Marguerite d'Albret, fille de Bérard Ier d'Albret de Verteuil et petite-fille d'Amanieu VII ;
- François Ier de Gramont (v.1400-1462) : marié à Isabeau de Montferrand fille de Bertrand III, d'où entre autres filles : Isabeau, dame de Gramont, qui épouse Bernard de Béarn, fils naturel de Jean Ier de Foix-Béarn ;
- .... -1519 : Roger de Gramont, (1444-1519), seigneur de Gramont par son mariage avec Léonore de Béarn qu'on vient d'évoquer, baron de Haux, sénéchal de Guyenne, maire héréditaire de Bayonne. Il est conseiller et chambellan de Louis XI en 1472, puis de Charles VIII en 1483[1]. Il est ambassadeur de Louis XII à Rome en 1502. Il devient gouverneur de Bayonne et de ses châteaux le 26 février 1487[1]. Il meurt de la peste en 1519[1] ;
- François (II) de Gramont, † prédécédé en 1505, x 1494 Catherine d'Andoins, fille de Jean d'Andoins x Jeanne-Catherine fille de Mathieu de Foix-Comminges ; (ses frères sont Louis de Gramont, † 1516, vicomte ou baron de Castillon (sans doute -en-Médoc) par son mariage en 1505 avec Madeleine d'Aydie ; et les prélats Charles, † 1544, archevêque de Bordeaux, et Gabriel de Gramont, cardinal, archevêque de Bordeaux puis de Toulouse)
- Jean II de Gramont (1499-1528), seigneur de Gramont, maire et capitaine de Bayonne depuis le 18 mars 1523[1], x 1526 Françoise de Polignac, fille du vicomte Guillaume-Armand II de Polignac. Le 15 septembre 1523, lieutenant de la compagnie du maréchal de Lautrec, il secourt Bayonne assiégée par les forces de Charles Quint, sous le commandement du prince d’Orange[1]. Il meurt durant les Guerres d'Italie, sans postérité ;
- 1534-1563 : Antoine Ier de Gramont d'Aure (1526-1576), seigneur de Gramont par sa mère Claire, fils de Menaud d'Aure (1485-1534 ; vicomte d'Aster et de Larboust), x 1525 Claire de Gramont, † 1534, fille de François (II) et sœur héritière de Jean II de Gramont. (Antoine prend le nom de famille de sa mère).

## Comtes de Gramont
- 1563-1576 : Antoine Ier de Gramont (1526-1576 ; voir ci-dessus), comte de Gramont, comte de Guiche, vicomte d'Aster, « prince de Bidache » (autoproclamé, 1570), x 1549 Hélène, la Belle de Trave, fille de François de Clermont-Gallerande, seigneur de Traves et Toulongeon, et d'Hélène-Anne Gouffier ;
- 1576-1580 : Philibert de Gramont (1552-1580), sénéchal de Béarn, comte de Gramont, vicomte d'Aster ; vicomte de Louvigny, seigneur de Lescun et d'Hagetmau comme époux en 1567 de Diane d'Andoins, la Belle Corisande (1554-1621), fille de Paul d'Andoins neveu de Catherine d'Andoins ci-dessus ;
- 1580-1643 : Antoine II de Gramont (1572-1644), comte de Gramont, de Guiche et de Toulonjon, vicomte puis comte de Louvigny, « souverain de Bidache », vicomte d'Aster, seigneur puis baron de Lescun. Duc à brevet en 1643, non vérifié auprès du Parlement. Le 28 janvier 1590, Henri IV lui concède, ainsi qu’à ses descendants, la charge de maire perpétuel de Bayonne[1]. Il le fera ensuite vice-roi de Navarre ; x Louise fille du maréchal de Roquelaure.

## Ducs de Gramont
1. 1643-1644 : Antoine II de Gramont (1572-1644 ; voir ci-dessus), Vice-roi de Navarre, premier duc de Gramont (duc à brevet et pair par lettres patentes de Louis XIV du 31 décembre 1643 ; puis nouvelle érection en duché-pairie par lettres patentes de novembre 1648, enregistrées le 15 décembre 1663) ;
2. 1644-1678 : Antoine III de Gramont-Toulonjon (1604-1678]), comte puis (1648), 2e duc de Gramont, prince de Bidache, comte de Guiche, de Toulonjon, de Louvigny, vicomte d'Aster, baron d'Andoins et d'Hagetmau, seigneur de Lesparre (par achat aux Epernon, 1672), pair de France en 1648, maréchal de France en 1641 ; x 1634 Françoise-Marguerite du Plessis-Chivré ;
3. 1678-1695 : Antoine IV Charles de Gramont (1641-1720), 3e duc de Gramont, "prince de Bidache", comte de Guiche, de Louvigny, vicomte d'Aster, baron d'Andouins et d'Hagetmau, seigneur de Lesparre, pair de France, vice-roi de Navarre, x 1669 Marie-Charlotte de Castelnau, fille de Jacques de Castelnau, maréchal de France ;
4. 1695-1713 : Antoine V de Gramont (1671]-1725), comte de Guiche, puis 4e duc de Gramont (dit de Guiche) (donation de son père), maréchal de France en 1724 ; x 1687 Marie Christine de Noailles, 1672-1748, fille du maréchal-duc Anne-Jules de Noailles ;
5. 1713-1741 : Antoine VI Louis-Armand de Gramont (1688-1741), 5e duc de Gramont (donation de son père), pair de France ; x 1710 Louise-Françoise d'Aumont (1691-1642), fille de Louis-François d'Aumont duc d'Humières (fils de Louis-Marie-Victor duc d'Aumont de Rochebaron et de sa 2e épouse Françoise-Angélique fille du maréchal de La Mothe-Houdancourt) : parents de Marie-Louise de Gramont (1723-1756), x son cousin germain Antoine VII ci-dessous, fils du 6e duc Louis ;
6. 1741-1745 : Louis de Gramont (1689-1745) (frère du précédent), 6e duc de Gramont. Il devient lieutenant général de Bayonne et gouverneur particulier des ville, châteaux et citadelle de cette même ville le 31 mai 1741[1]. Tué à la bataille de Fontenoy le 11 mai 1745, ses funérailles, sur ordre de Louis XV, furent celles d’un maréchal de France[3] ; x Geneviève de Gontaut Biron (1696-1756), fille de Charles-Armand de Gontaut-Biron, duc de Biron, maréchal de France, et de Marie-Antonine Bautru de Nogent ;
7. 1745-1801 : Antoine VII de Gramont[4] (1722-1801) (fils du 6e duc Louis), comte de Lescun puis de Lesparre, puis duc de Lesparre (1739 : voir les ducs de Lesparre ci-dessous), 7e duc de Gramont, Pair de France. Sa 1re épouse est sa cousine Marie-Louise de Gramont ci-dessus, d'où Louis-Antoine-Armand, deuxième duc de Lesparre (1746-† 1790/1795 prédécédé ; x 1763 Philippine-Louise de Noailles (1745-1791), fille du duc Louis de Noailles, lui-même petit-fils d'Anne-Jules de Noailles ci-dessus). La 2e épouse d'Antoine VII, Béatrix de Choiseul-Stainville, duchesse de Gramont, née en 1730, est la sœur de Choiseul, ministre de Louis XV[1]. Elle meurt en 1794 à 63 ans, guillotinée. Il se remarie x 3e en la prison de Fontainebleau le 8 fructidor An II, peu après la chute de Robespierre, avec sa codétenue Marie-Henriette du Merle, (1783-1812) ;
8. 1801-1836 : Antoine VIII Louis-Marie de Gramont (1755-1836), 8e duc de Gramont, auparavant duc de Guiche (1780), neveu du précédent, fils d'Antoine-Adrien-Charles de Gramont vicomte d'Aster (1726-1762) ci-dessus et plus bas, frère puîné d'Antoine VII, et de Marie-Louise-Sophie de Faoucq dame de Rupalley ; membre de la Chambre des pairs (1814) ; x 1780 Aglaé de Polignac (1768-1803), fille de Jules duc de Polignac ;
9. 1836-1855 : Antoine IX Héraclius-Agénor de Gramont (1789-1855), 9e duc de Gramont, x 1818 Anna/Ida Grimod d'Orsay (1802-1882), fille de Jean-François-Louis Grimod d'Orsay et d'Éléonore de Würtemberg-Montbéliard baronne de Franquemont ;
10. 1855-1880 : Antoine X Alfred-Agénor de Gramont (1819-1880), 10e duc de Gramont, diplomate et homme d'État, ministre des Affaires étrangères de Napoléon III en mai 1870, x 1848 Emma-Mary Mac Kinnon (1811-1891) ;
11. 1880-1925 : Antoine XI Alfred-Agénor de Gramont (1851-1925), 11e duc de Gramont, x 2e 1878 Marguerite de Rothschild (1855-1905), fille de Mayer-Carl de Rothschild ;
12. 1925-1962 : Antoine XII Agénor-Armand de Gramont (1879-1962), 12e duc de Gramont, x 1904 Elaine Greffulhe (1882-1958), fille d'Henry Greffulhe et d'Élisabeth de Riquet de Caraman-Chimay ;
13. 1962-1995 : Antoine XIII Agénor-Henri-Armand de Gramont (1907-1995), 13e duc de Gramont, x 1949 Odile Sublet d'Heudicourt de Lenoncourt (1914-1994) ;
14. 1995-2014 : Antoine XIV Armand-Odélric-Marie-Henri de Gramont (1951-2014), 14e duc de Gramont, x 2003 Catherine Forget, née en 1956 ;
15. 2014-… : Antoine XV de Gramont (né en 2008), 15e duc de Gramont.

### Titre de duc de Guiche
1. Antoine VIII Louis-Marie de Gramont (1755-1836), neveu du 7e duc de Gramont. Il reçut le brevet de duc de Guiche le 16 avril 1780 et succéda à son oncle, décédé sans postérité en 1801, sous les nom et titre de duc de Gramont. Ensuite, le titre de duc de Guiche est porté par l'aîné de la famille de Gramont et héritier présomptif du titre de duc de Gramont.

## Autres membres de la famille
- Armand de Gramont (1637-1673), comte de Guiche. Il est l'un des personnages de l'Histoire amoureuse des Gaules de Bussy-Rabutin. Il est également l'un des personnages des deux derniers volets de la trilogie des Trois Mousquetaires d'Alexandre Dumas : Vingt ans après (1845) et Le Vicomte de Bragelonne (1848) dans lesquels il est l'ami du Vicomte ;
- Antoine-Adrien Charles (1726-1762), comte d’Aster et de Gramont, maréchal de camp des armées du roi, menin du Dauphin, chevalier de Saint-Louis. Il est le commandant en chef des troupes de Navarre et de Béarn, ainsi que de la généralité d'Auch[1].
- Alfred de Gramont (1856-1915), fils cadet du duc Agénor de Gramont (1819-1880).
- Louis-René de Gramont (1883-1963), fils cadet du duc Agénor de Gramont (1851-1925).

### Ducs de Lesparre
1. Antoine de Gramont (1722-1801), comte de Lescun, puis de Lesparre puis 1er duc de Lesparre (1739), 7e duc de Gramont (Antoine VII)
2. Louis-Antoine de Gramont (1746-1790), son fils, comte de Guiche, 2e duc de Lesparre.
3. Auguste de Gramont (1820-1877), 3e duc de Lesparre, fils cadet du 9e duc de Gramont.
4. Armand de Gramont (1854-1931), 4e duc de Lesparre, fils cadet du 10e duc de Gramont.
5. Antoine de Gramont-Lesparre (1889-1971), son fils, 5e duc de Lesparre. En 1913, il fut autorisé par décret à ajouter à son nom celui de Moncey de Conegliano[5].
6. Arnaud de Gramont (1928-1982), son fils, 6e duc de Lesparre.
7. Aimery de Gramont (1953-), son fils, 7e duc de Lesparre.
8. Armand de Gramont (1977-), son fils.

### Comtes d'Aster
- Antoine-François de Gramont (1758-1795), frère cadet d'Antoine VIII, comte d'Aster.
- Antoine de Gramont (1785-1825), son fils, comte d'Aster.
- Agénor de Gramont (1814-1885), son fils, comte d'Aster.
- Antoine de Gramont (1846-1894), son fils, comte d'Aster, sans postérité.

## Ecclésiastiques
- Charles de Gramont († 1544), fils de Roger de Gramont, seigneur de Bidache et d'Eléonore de Béarn, archevêque de Bordeaux et primat d’Aquitaine, lieutenant des villes de Bayonne et Dax, de la sénéchaussée des Lannes et du pays de Soule, lieutenant général du gouvernement de Guyenne[1]. Entre 1525 et 1530, il dirige la remise en état des fortifications de Bayonne.
- Gabriel de Gramont (1486-1534), frère du précédent, cardinal du titre San Giovanni a Porta Latina et archevêque de Toulouse. Il participe, de 1525 à 1529, aux négociations de libération de François Ier.

## Ligne de succession
Première maison de Gramont
```
Roger de Gramont
 (?-1519), "seigneur de Gramont"
X 
Éléonore de Béarn
 (?-1509), "dame de Gramont"
│
└─> 
François II
 (?-1505)
│   X Catherine d'Andoins
│   │
│   └─> 
Jean II
 (?-1528), seigneur de Gramont
│   │   
non marié

│   │
│   └─> 
Claire
 (?-1560), dame de Gramont
│      X 
Menaud d'Aure
 (?-1534)
│      │
│      └─> 
Antoine 
I
er
 
(voir ci-dessous)

│
└─> 
Gabriel
 (1486-1534), cardinal en 1530
│
└─> 
Charles
 (?-1544), archevêque de Bordeaux en 1530
```

Seconde maison de Gramont
```
Antoine 
I
er
 (1526-1576), "souverain de Bidache"
X Hélène de Clermont de Traves
│
└─> 
Philibert
 (1552-1580), "souverain de Bidache"
    X 
Diane d'Andoins

    │
    └─> 
Antoine II
 (1572-1644), "souverain de Bidache", 
1
er
 duc de Gramont
        X 1) Louise 
de Roquelaure

        X 2) Claude 
de Montmorency-Bouteville

        │
        └─> 1) 
Antoine III
 (1604-1678), "souverain de Bidache", 
2
e
 duc de Gramont
        |    X Françoise du Plessis-Chivré
        |    │
        |    └─> 
Armand
 (1637-1673), comte de Guiche
        |    │   X Marguerite Louise de Béthune
        |    │
        |    └─> 
Antoine IV
 (1641-1720), "souverain de Bidache", 
3
e
 duc de Gramont
        |        X Marie Charlotte 
de Castelnau

        |        │
        |        └─> 
Antoine V
 (1672-1725), "souverain de Bidache", 
4
e
 duc de Gramont
        |            X 
Marie Christine de Noailles

        |            │
        |            └─> 
Antoine VI
 (1688-1741), "souverain de Bidache", 
5
e
 duc de Gramont
        |            │   X Louise-Françoise d'Aumont de Crevant d'Humières
        |            │   │
        |            │   └─> 
Louise Marie Victoire
 (1723-1756), héritière de la Maison de Gramont
        |            │       X 
Antoine VII
 (1722-1801), son cousin germain 
(voir ci-dessous)

        |            │
        |            └─> 
Louis I
 (1689-1745), "souverain de Bidache", 
6
e
 duc de Gramont
        |                X Geneviève de Gontaut-Biron
        |                │
        |                └─> 
Antoine VII
 (1722-1801), 
1
er
 duc de Lesparre, 
7
e
 duc de Gramont, 
        |                │   X (1) 
Louise Marie Victoire
 (1723-1756), héritière 
(voir ci-dessus)

        |                │   X (2) 
Béatrix de Choiseul-Stainville

        |                │   X (3) Marie-Henriette du Merle (1783,1812)
        |                │   │
        |                │   └─1> 
Louis Antoine Armand
 (1746-1790), comte de Guiche, 
2
e
 duc de Lesparre
        |                │      X Philippine Louise Catherine 
de Noailles

        |                │
        |                └─> 
Antoine Adrien Charles
 (1726-1762), 
1
er
 comte d'Aster
        |                    X Marie Louise Sophie de Faoucq
        |                    │
        |                    └─> 
Antoine VIII
 (1755-1836), 
8
e
 duc de Gramont
        |                    |   X 
Aglaé de Polignac

        |                    |   │
        |                    |   └─> 
Antoine IX
 (1789-1855), 
9
e
 duc de Gramont
        |                    |       X Ida d'Orsay
        |                    |       │
        |                    |       └─> 
Antoine X
 (1819-1880), 
10
e
 duc de Gramont
        |                    |       |   X Emma McKinnon
        |                    |       |   │
        |                    |       |   └─> 
Antoine XI
 (1851-1925), 
11
e
 duc de Gramont
        |                    |       |   |   X (1) Isabelle de Beauvau-Craon
        |                    |       |   |   X (2) 
Marguerite de Rothschild

        |                    |       |   |   X (3) Maria Ruspoli
        |                    |       |   |   │
        |                    |       |   |   └─2> 
Antoine XII
 (1879-1962), 
12
e
 duc de Gramont
        |                    |       |   |   |    X Elaine Greffulhe
        |                    |       |   |   |    │
        |                    |       |   |   |    └─> 
Antoine XIII
 (1907-1995), 
13
e
 duc de Gramont
        |                    |       |   |   |        X Odile de Lenoncourt
        |                    |       |   |   |        │
        |                    |       |   |   |        └─> 
Antoine XIV
 (1951-2014), 
14
e
 duc de Gramont
        |                    |       |   |   |            X Catherine Forget
        |                    |       |   |   |            │
        |                    |       |   |   |            └─> 
Antoine XV
 (né en 2008), 
15
e
 duc de Gramont 
        |                    |       |   |   |
        |                    |       |   |   └─>3) 
Gabriel
 (1908-1943), comte de Gramont
        |                    |       |   |         X Marie Hélène Negroponte
        |                    |       |   |         |
        |                    |       |   |         └─> 
Sanche
, 
alias 
"Ted Morgan"
 
 (né en 1932)
        |                    |       |   |
        |                    |       |   └─> 
Armand
 (1854-1931), 
4
e
 duc de Lesparre
        |                    |       |   |   X Hélène Duchesne de Gillevoisin
        |                    |       |   |   |
        |                    |       |   |   └─> 
Antoine
 (1889-1971), 
5
e
 duc de Lesparre
        |                    |       |   |       X Antoinette Roussel de Courcy
        |                    |       |   |       |
        |                    |       |   |       └─> 
Arnaud
 (1928-1982), 
6
e
 duc de Lesparre
        |                    |       |   |           X Denise Maris
        |                    |       |   |           |
        |                    |       |   |           └─> 
Aimery
 (né en 1953), 
7
e
 duc de Lesparre
        |                    |       |   |               X Martine Odette Renée Borget
        |                    |       |   |
        |                    |       |   └─> 
Alfred
 (1856-1915), comte de Gramont
        |                    |       |       X Marguerite Sabatier
        |                    |       |
        |                    |       └─> 
Auguste
 (1820-1877), 
3
e
 duc de Lesparre
        |                    |       |   X Marie Sophie de Ségur
        |                    |       |   │
        |                    |       |   └─> filles
        |                    |       |
        |                    |       └─> 
Alfred
 (1823-1881), comte de Gramont
        |                    |           X Louise de Choiseul-Praslin
        |                    |           |
        |                    |           └─> 
Arnaud
 (1861-1923), comte de Gramont, duc de Coigny
        |                    |               X Anne-Marie Brincart
        |                    |
        |                    └─> 
Antoine-François
 (1758-1795), 
2
e
 comte d'Aster
        |                        X Gabrielle Eugénie Charlotte de Boisgelin
        |                        |
        |                        └─> 
Antoine
 (1787-1825), 
3
e
 comte d'Aster
        |                            X Amable de Catellan de Caumont
        |                            |
        |                            └─> 
Agénor
 (1814-1885), 
4
e
 comte d'Aster
        |                                X Coralie Durand
        |                                |
        |                                └─> 
Antoine
 (1846-1894), 
5
e
 comte d'Aster
        |                                    X Odette de Montesquiou-Fezensac
        |
        └─> 2) 
Philibert
 (1621-1707), comte de Gramont
               X 
Elizabeth Hamilton
```

### Sources et bibliographie
- Jean de Jaurgain et Raymond Ritter, La maison de Gramont 1040-1967, Les amis du musée pyrénéen, Tarbes (deux tomes)
- François-Xavier Feller, Biographie universelle, ou, dictionnaire historique des hommes qui se sont fait un nom par leur génie, leurs talents, leurs vertus, leurs erreurs ou leurs crimes, vol. 4, J. Leroux, Jouby, 1848 (lire en ligne) ;
- Abbé d' Ormancey, Illustrations de la noblesse européenne, 1848 (lire en ligne) ;
- Agénor-A.-A., comte de Gramont (pseud. Memor), Histoire et généalogie de la maison de Gramont, vol. 1 in-4, Paris, Schlesinger, 1874, 486 p. (lire en ligne) ;
- Jean Baptiste Pierre Jullien de Courcelles, Histoire généalogique et héraldique des pairs de France : des grands dignitaires de la couronne, des principales familles nobles du royaume et des maisons princières de l'Europe, précédée de la généalogie de la maison de France, vol. 7, L'auteur, 1826 (lire en ligne) ;
- Jean Baptiste Pierre Jullien de Courcelles, Histoire généalogique et héraldique des pairs de France: des grands dignitaires de la couronne, des principales familles nobles du royaume et des maisons princières de l'Europe, précédée de la généalogie de la maison de France, vol. 11, L'auteur, 1831 (lire en ligne) ;
- Encyclopédie des gens du monde: répertoire universel des sciences, des lettres et des arts; avec des notices sur les principales familles historiques et sur les personnages célèbres, morts et vivans, vol. 12, Librairie de Treuttel et Würtz, 1839 ;
- Louis Moréri, Le grand dictionnaire historique : ou le mélange curieux de l'histoire sacrée et profane qui contient en abrégé l'histoire fabuleuse des Dieux et des Héros de l'Antiquité Payenne, les vies et les actions remarquables des Patriarches […], l'établissement et le progrès des Ordres Religieux et Militaires et la vie de leurs Fondateurs, les généalogies […], la description des Empires Royaumes […], l'histoire des conciles généraux et particuliers sous le nom des lieux où ils ont été tenus […], vol. 4, Chez Jean Brandmuller, 1732 (lire en ligne) ;